# Halle-Ingooigem 2015
La Halle-Ingooigem 2015, sessantottesima edizione della corsa e valevole come evento dell'UCI Europe Tour 2015 categoria 1.1, si svolse il 24 giugno 2015 su un percorso di 198,8 km, con partenza da Halle e arrivo a Ingooigem, in Belgio. La vittoria fu appannaggio del francese Nacer Bouhanni, il quale completò il percorso in 4h47'17", alla media di 41,520 km/h, precedendo i belgi Kris Boeckmans e Edward Theuns.
Sul traguardo di Ingooigem 123 ciclisti, su 151 partiti da Halle, portarono a termine la competizione.

## Squadre e corridori partecipanti
| N.      | Cod. | Squadra                     |
| ------- | ---- | --------------------------- |
| 1-8     | LTS  | Lotto Soudal                |
| 11-18   | EQS  | Etixx-Quick Step            |
| 21-28   | BEL  | Belgio                      |
| 31-38   | TLJ  | Team Lotto NL-Jumbo         |
| 41-47   | TFR  | Trek Factory Racing         |
| 51-58   | FDJ  | FDJ                         |
| 61-68   | TSV  | Topsport Vlaanderen-Baloise |
| 71-78   | WGG  | Wanty-Groupe Gobert         |
| 81-88   | COF  | Cofidis, Solutions Crédits  |
| 91-98   | ROP  | Roompot-Oranje Peloton      |
| 101-108 | SKT  | An Post-ChainReaction       |
| 111-118 | CCT  | CCT p/b Champion System     |

| N.      | Cod. | Squadra                       |
| ------- | ---- | ----------------------------- |
| 121-128 | CIB  | Cibel                         |
| 131-138 | CSH  | Superano Ham-Isorex           |
| 142-147 | RLM  | Roubaix Lille Métropole       |
| 151-158 | SUN  | Sunweb-Napoleon Games         |
| 161-167 | MMM  | Team 3M                       |
| 172-178 | TKG  | Team Kuota-Lotto              |
| 181-188 | TFC  | Telenet-Fidea Cycling Team    |
| 191-198 | VGS  | Pauwels-Vastgoedservice       |
| 201-208 | VER  | Veranclassic-Ekoi             |
| 211-218 | WIL  | Verandas Willems Cycling Team |
| 221-227 | WBC  | Wallonie-Bruxelles            |

## Ordine d'arrivo (Top 10)
| Pos. | Corridore            | Squadra      | Tempo    |
| ---- | -------------------- | ------------ | -------- |
| 1    | Nacer Bouhanni       | Cofidis      | 4h47'17" |
| 2    | Kris Boeckmans       | Lotto        | s.t.     |
| 3    | Edward Theuns        | Topsport Vl. | s.t.     |
| 4    | Tom Van Asbroeck     | Lotto NL     | s.t.     |
| 5    | Aidis Kruopis        | An Post      | s.t.     |
| 6    | Justin Jules         | Veranclassic | s.t.     |
| 7    | Antoine Demoitié     | Wallonie     | s.t.     |
| 8    | Jonas Van Genechten  | Belgio       | s.t.     |
| 9    | Timothy Dupont       | Roubaix      | s.t.     |
| 10   | Pieter Vanspeybrouck | Topsport Vl. | s.t.     |